# Баландино (Новосокольницький район)
Баландино (рос. Баландино) — присілок в Новосокольницькому районі Псковської області Російської Федерації.
Населення становить 20 осіб. Входить до складу муніципального утворення В'язовська волость.

## Історія
Від 2015 року входить до складу муніципального утворення В'язовська волость.

## Населення
| 2001 | 2002 | 2010 |
| ---- | ---- | ---- |
| 29   | ↘28  | ↘20  |